# Frederick Hurten Rhead

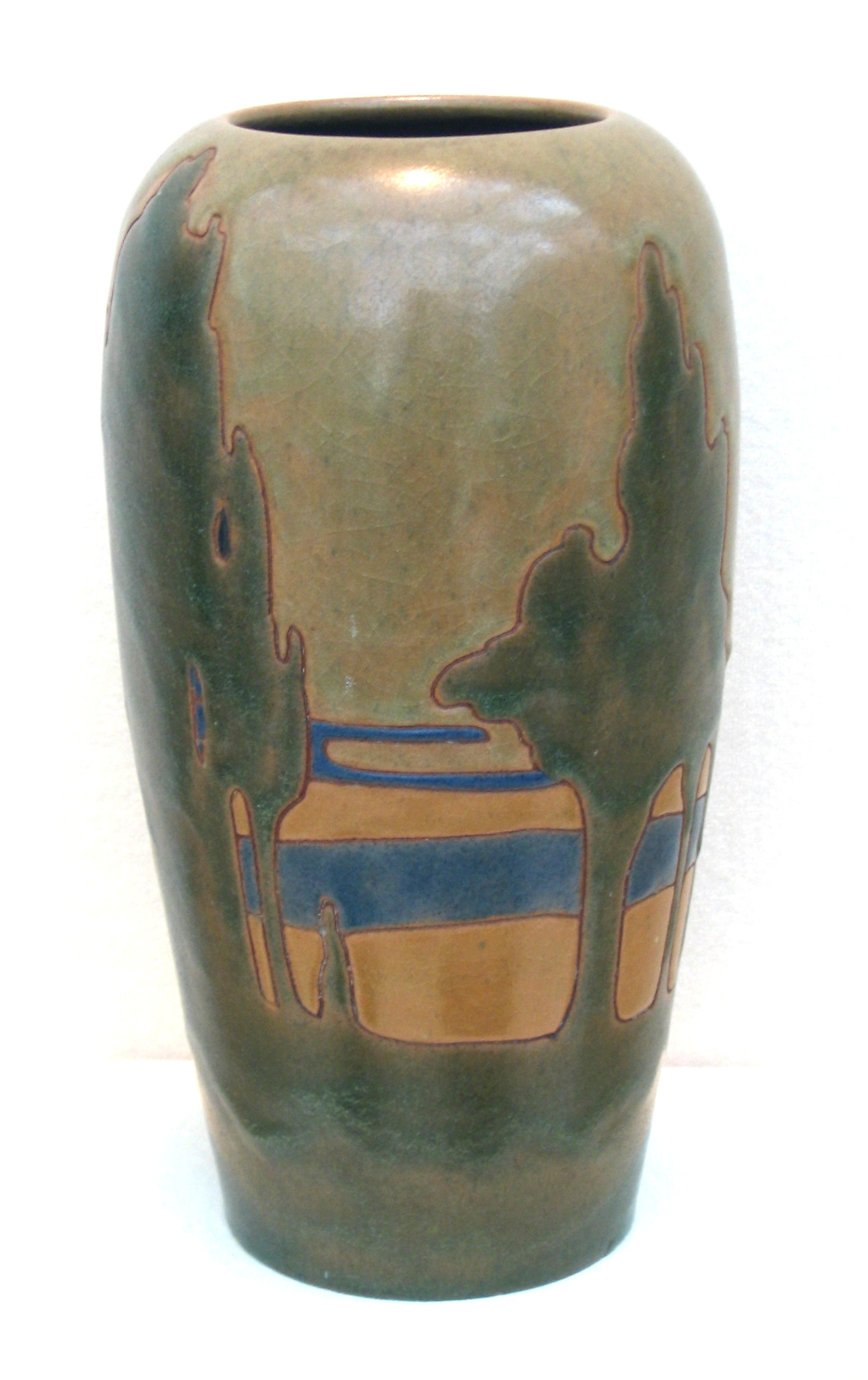
Frederick Hurten Rhead: Vase.
(Eine ähnliche Vase wurde im März 2007 für 516.000 US-Dollar verkauft, ein Rekordpreis für ein Stück amerikanischer Künstlerkeramik.)

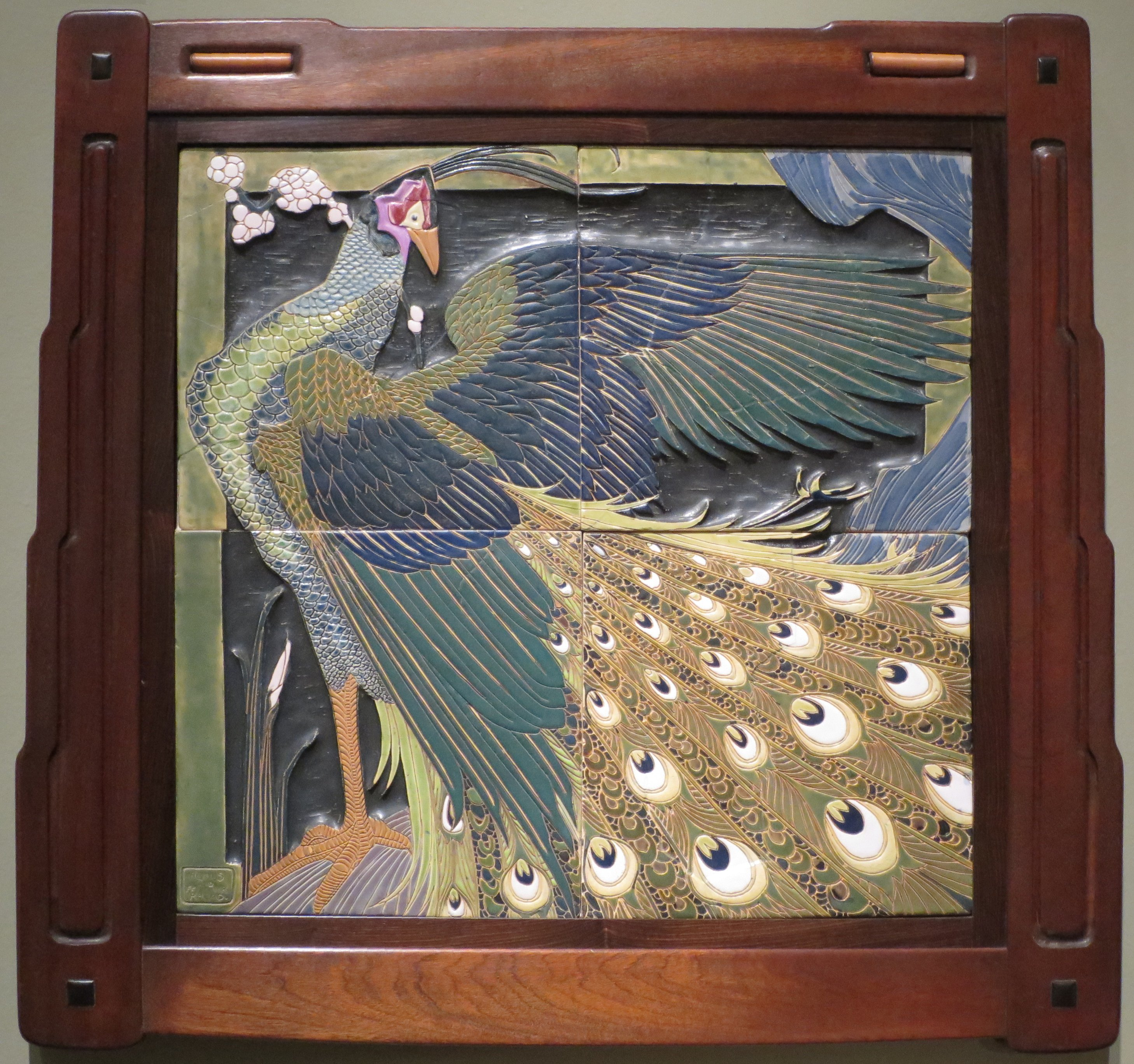
Vierteiliges Fliesenbild von Frederick Hurten Rhead und Agnes Rhead, 1909–1911, LACMA

Frederick Hurten Rhead (* 29. August 1880 in Hanley, Staffordshire, England; † 2. November 1942 in New York City, USA) war ein Keramiker. Er spielte in der Arts and Crafts-Bewegung eine Hauptrolle. Er wurde in England geboren, arbeitete jedoch den Großteil seiner Karriere als Töpfer in den Vereinigten Staaten. Zusätzlich zu seiner Unterrichtstätigkeit für Töpfern hatte Rhead großen Einfluss sowohl auf künstlerische als auch auf kommerzielle Keramik. Er arbeitete für die Roseville Pottery, gründete seine eigene Töpferei Rhead Pottery (1913–1917) und entwarf 1935 die erfolgreiche Fiesta Ware für die Homer Laughlin China Company. Rheads Werke sind in mehreren Museen in Amerika ausgestellt.

## Leben
Rhead wurde in Hanley in Staffordshire in eine Töpferfamilie geboren. Sein Vater Frederick Alfred Rhead begann seine Karriere als Lehrling bei Mintons Ltd, wo er als Pâte sur Pâte-Künstler ausgebildet wurde. Er arbeitete bei einer Reihe von Töpfereien und gründete auch ein eigenes Unternehmen, das jedoch nicht reüssierte. Die Mutter Adolphine (geborene Hurten) kam auch aus einer Künstlerfamilie. Unter seinen Geschwistern ist vor allem Charlotte Rhead zu nennen, die Designerin wurde, sowie Harry Rhead, der seinem Bruder nach Amerika folgte.

### Ausbildung
Rhead wurde im Potteries District von Staffordshire ausgebildet, wo er auch lebte, bis er in die USA emigrierte. Zu der Zeit bestand die Ansiedlung aus verschiedenen Städten, die als Stoke-on-Trent zusammengeschlossen wurden. Rhead besuchte die Schule in Hanley. In Burslem absolvierte er bei seinem Vater eine Lehre und besuchte ebenda Kurse am Wedgwood Institute. Danach unterrichtete er Kunstkurse in Longton. Er wurde künstlerischer Leiter einer Töpferei namens Wardle and Co. in Hanley. Auch seine Schwestern Charlotte und Dollie waren in diesem Unternehmen tätig.

### Karriere in Nordamerika
1902 emigrierte Frederick Hurten Rhead in die Vereinigten Staaten, wo sein Onkel Louis Rhead (1858–1926) in New York als Grafikdesigner tätig war.
Emigranten aus dem von der Keramik herstellenden Industrie dominierten Stoke-on-Trent siedelten sich in den USA häufig in Orten wie Trenton, New Jersey, oder, wie in Frederik Rheads Fall, in Ohio an. Beide Regionen wiesen Keramikindustrien auf, die die vorhandenen Tonvorkommen ausbeuteten. Rheads erste Stelle in USA war die Leitung einer kleinen Kunsttöpferei in Tiltonville, Ohio, deren Name 1902 von Vance Faience in Avon Faience geändert wurde. Stücke aus dieser frühen Zeit Rheads in Amerika kommen nur selten auf den Markt. Die Produktion in Tiltonville wurde in das nahe Wheeling verlegt und 1904 wechselte Rhead als Designer an die Weller Pottery in Zanesville, Ohio, wo er jedoch nur kurz tätig war, da er ebenfalls 1904 noch künstlerischer Leiter der Roseville Pottery in Zanesville wurde. Das war eine große Keramikfirma, die sowohl künstlerische Keramik als auch Keramik für den täglichen Bedarf herstellte. 1908 reduzierte die Firma den Anteil an Handarbeit an ihrer Produktion, woraufhin Rhead ein Jahr später nach University City, Missouri übersiedelte, obwohl sein Bruder Harry bei Roseville blieb.

### University City

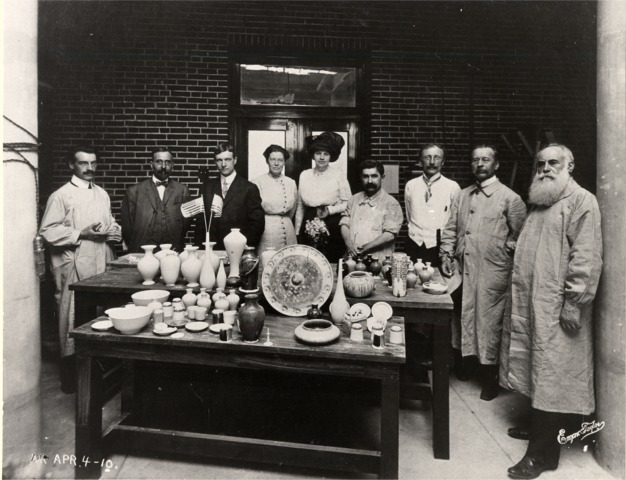
Frederick Hurten Rhead (links außen), Taxile Doat (rechts außen) und Kollegen an der Art Academy der People’s University (heute: Lewis Center) in University City, Missouri, bei der Feier der Stücke aus dem ersten gesetzten Brennofen im April 1910

Rhead wurde gemeinsam mit der US-amerikanischen Keramikerin Adelaide Alsop Robineau und dem französischen Keramiker Taxile Doat von Edward Gardner Lewis, dem Gründer von University City, berufen, um an der People’s University zu unterrichten. Diese Institution hatte sich auf Fernunterricht spezialisiert. Rhead entwickelte einen Keramikkurs im Fernunterricht, einige Keramikstudenten waren jedoch auch vor Ort. Nachdem Lewis 1911 Konkurs anmelden musste, unterstützte er das Keramikatelier nicht mehr. Taxile Doat setzte die Keramikproduktion in University City für ein paar Jahre fort, aber die Rheads zogen fort nach Kalifornien.
Neben dem Unterricht stellte Rhead einige Vasen und Fliesen in University City her, wofür er manchmal mit seiner Ehefrau Agnes zusammenarbeitete. Im Oktober 2012 wurde eine vierteilige Fliese von Rhead in einer Auktion in Nordamerika für US$ 637,500 verkauft. Sie wurde vom Museum of the American Arts and Crafts Movement in St. Petersburg, Florida, gekauft. Die 20¾ Inch hohe und breite Fliese, die einen Pfau zeigt, datiert von 1910.

### Kalifornien
Rheads erste Stelle in Kalifornien war in Marin County am Arequipa Sanatorium für Tuberkulose-Patienten. Der Direktor wollte seinen Patienten Töpferkurse bieten. The Arequipa Pottery öffnete 1911 und war für das Sanatorium nur eine Nebenbeschäftigung, doch Rhead hatte ehrgeizige Pläne dafür. Er forschte nach verwendbaren Ton-Arten, experimentierte mit Glasuren und unterrichtete dekorative Techniken wie Tubelining (eine Technik, die auch seine Schwester Charlotte anwendete). Rheads Methoden wurden jedoch vom Management als nicht wirtschaftlich genug angesehen, weshalb er 1913 von Albert Solon, einem anderen Keramiker aus Staffordshire, abgelöst wurde, der die Produktionskosten reduzierte.
Rhead blieb in Kalifornien und gründete Ende 1913 oder Anfang 1914 sein eigenes Keramikatelier in Santa Barbara. Bis 1917 stellte die Rhead Pottery Keramiken her, für die heute hohe Preise bezahlt werden. 2007 erzielte eine Rhead-Vase aus dieser Zeit ein Rekordergebnis als die teuerste amerikanische Künstlerkeramik in einer Auktion.

### Rückkehr nach Ohio
In seiner späteren Zeit arbeitete Rhead für größere, kommerziellere Produktionen. Er kehrte nach Zanesville zurück, wo er für die American Encaustic Tiling Company arbeitete. Der Begriff encaustic nimmt Bezug auf ein im 19. Jahrhundert stattfindendes Revival einer mittelalterlichen Technik für die Herstellung von Enkaustik-Bodenfliesen, für deren Ornamentik verschiedenfarbige Tone zusammengefügt werden. Während Rhead dort tätig war, kombinierte die Firma die Produktion künstlerischer Fliesen (für Kamine usw.) mit der großangelegten Herstellung von Keramiken, die dem täglichen Bedarf dienten. American Encaustic galt seinerzeit als der größte Fliesenhersteller der Welt. Die Firma musste in den 1930er Jahren infolge der Wirtschaftskrise (der Great Depression) schließen.

### „Fiesta Ware“
1927 wurde Rhead als Art Director der Homer Laughlin China Company in Newell, West Virginia, angestellt. In dieser Stellung blieb er bis zu seinem Tod 1942.
In den 1930er Jahren entwarf und dekorierte ein in fünf verschiedenen Farben erhältliches Speiseservice namens Fiesta auf der Basis eines sphärischen Art-déco-Musters. Das Konzept basierte darauf, dass der Kunde Stücke in verschiedenen Farben kaufen und dann nach Belieben miteinander kombinieren konnte. Der Öffentlichkeit wurde es im Januar 1936 zum ersten Mal präsentiert und fand sofort Gefallen. Die Idee, einzelne Farben in Speiseservices zu kombinieren, war nicht neu, aber Rheads Version war die bisher erfolgreichste. Das gleiche Konzept hatten erst kurz zuvor zwei kalifornische Keramik-Firmen vermarktet, die Catalina Pottery auf Santa Catalina Island in den frühen 1930er Jahren sowie die Bauer Pottery.
The Homer Laughlin Company erweiterte das Angebot des Geschirrs mit neuen Formen und gelegentlichen neuen Glasuren. Es wurde das meistgekaufte Speiseservice in den Vereinigten Staaten. Rhead entwarf noch ein ähnliches Geschirr namens Harlequin, das bei Woolworth’s verkauft wurde, einem wichtigen Abnehmer von Homer Laughlin.
Frederick Hurten Rhead starb im November 1942 in New York City an Krebs.

### Nachfolge
Rhead war zeit seines Lebens in den zwei Bereichen künstlerischer Keramik und Industriekeramik tätig. Letztere ließ nicht immer so viel künstlerische Originalität zu. Er war auch als Mitglied der American Ceramic Society aktiv.
Rheads Künstlerkeramiken werden in den wichtigsten US-amerikanischen Museen wie dem Metropolitan Museum of Art. ausgestellt. Seine amerikanischen Werke können heute sehr hohe Preise erzielen, während seine englischen Werke niedriger bepreist werden.
Das Massenprodukt Fiesta ist seine bekannteste Errungenschaft, insbesondere da es seit 1936 hergestellt wird, wenn auch mit Unterbrechungen.
Nach Rheads Tod gab es aufgrund des Zweiten Weltkriegs Produktionsprobleme. Die Regierung der Vereinigten Staaten beanspruchte alles erhältliche Uran für sich, um die Atombombe zu entwickeln. Ein Uranoxid war jedoch notwendig, um die leuchtende orange-rote Glasur von Fiesta herzustellen. Ohne diese Schlüsselfarbe und aufgrund der Engpässe bei der Nachlieferung einiger Geschirrteile litt der Erfolg der Geschirr-Serie. Das Kundeninteresse sowie der Verkauf ließen nach. Trotz der Einführung neuer Glasurfarben ging der Verkauf über 27 Jahre lang zurück, bis das Geschirr ab Januar 1973 nicht mehr nachproduziert wurde.
Nach einer 13-jährigen Pause wurde das Service mit einem anderen Ton und anderen Glasur-Zusammenstellungen wiederbelebt. Diese Wiederauflage des Fiesta-Speiseservices wurde Anfang 1986 vermarktet, anlässlich des 50-jährigen Jubiläums des ursprünglichen Entwurfs. Dem kam entgegen, dass Vintage Design modern wurde. Einige der ursprünglichen Gussformen von Fiesta, die noch Rhead entworfen hatte, wurden bei der Produktion der Wiederauflage verwendet. Die meisten Formen mussten jedoch leicht verändert oder komplett neu entworfen werden, damit sie den Bedürfnissen der neuen Materialien entsprachen.